# Carlo Milanesi
Carlo Milanesi (Siena, 13 luglio 1816 – Siena, 10 agosto 1867) è stato un paleografo, archivista e letterato italiano.

## Biografia
Fratello di Gaetano, Carlo Milanesi nacque a Siena da Anton Maria Gaetano, un commerciante tessile, e da Francesca Fantacci. Intraprese studi in giurisprudenza presso l'Università di Siena, senza conseguire la laurea. Da autodidatta si dedicò alla paleografia, la sua vera passione, e nel 1842 si trasferì a Firenze per lavorare con Giovan Pietro Vieusseux, in qualità di segretario di redazione dell'Archivio storico italiano, del quale, dopo la morte del fondatore, fu direttore insieme a Marco Tabarrini. Dal 1865 diresse da solo la rivista allorquando divenne una pubblicazione della Deputazione di storia patria per la Toscana.
Nominato, nel 1856, docente di paleografia e diplomatica nell'Archivio di Stato di Firenze, fra i suoi allievi vi furono Cesare Paoli, Alessandro Gherardi e Clemente Lupi.
Sposato in prime nozze con Maria Assunta Lucii (1818-1857), si risposò con Serafina Umicini. Morì il 10 agosto 1867. Dopo la sua morte, la vedova fece dono di tutte le sue carte al comune di Siena che ancora oggi le conserva.